# 滨海布隆维尔
滨海布隆维尔（法語：Blonville-sur-Mer，法語發音：[blɔ̃vil syʁ mɛʁ] ⓘ）是法国卡尔瓦多斯省的一个市镇，属于利雪区。

## 地理
滨海布隆维尔（49°20'18"N, 0°1'49"E）面积6.8 平方千米，位于法国诺曼底大区卡爾瓦多斯省，该省份为法国西北部沿海省份，北濒大西洋英吉利海峡，东北与滨海塞纳省以海上边界相接，东临厄尔省，南至奧恩省，西与芒什省接壤。
与滨海布隆维尔接壤的市镇（或旧市镇、城区）包括：滨海伯内尔维尔、圣皮埃尔阿济夫、沃维尔、滨海维莱。

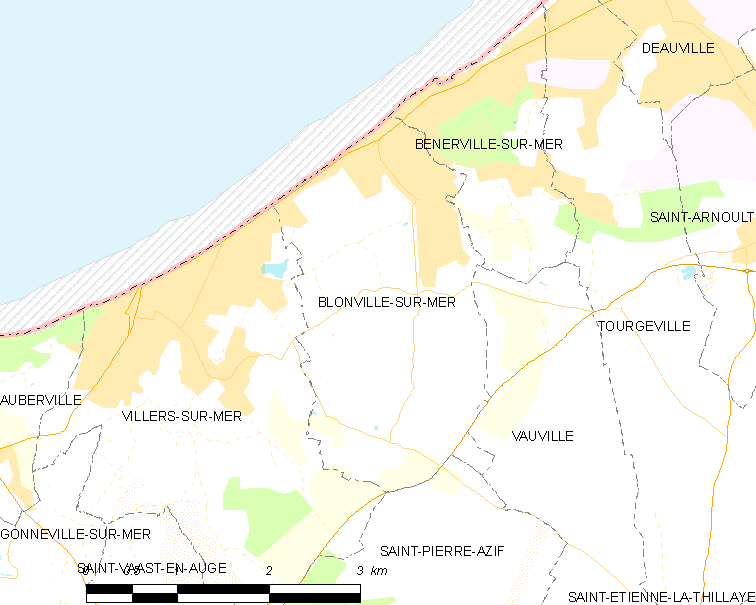
滨海布隆维尔的OSM定位图

滨海布隆维尔的时区为UTC+01:00、UTC+02:00（夏令时）。

## 行政
滨海布隆维尔的邮政编码为14910，INSEE市镇编码为14079。

## 政治
滨海布隆维尔所属的省级选区为蓬莱韦克县。

## 人口

1962-2008年间滨海布隆维尔人口变化图示

滨海布隆维尔于2022年1月1日时的人口数量为1585人。